# Монастырь Химмельталь
Монастырь Химмельталь (нем. Kloster Himmelthal) — бывший женский цистерцианский монастырь, располагавшийся в районе Рюк баварской ярмарочной общины Эльзенфельд (Нижняя Франкония) и относившийся к епархии Вюрцбурга; обитель была основана в 1232 году по инициативе графа Людвига II фон Риенека и распущена в годы Реформации — в 1568.

## История и описание
Монастырь был основан в 1232 году графом Людвигом II фон Риенеком и его женой Адельхейдом из рода фон Хеннеберг, которые передали цистерцианским монахиням одно из своих имений. Обитель «Vallis coeli» (буквально — «небесная долина») в 1234 году получила защитные привилегии от короля Генриха VII и буллу с подтверждением монастырских прав от Папы Римского Григория IX. Два года спустя, в 1236, монастырь был передан архиепископу Майнскому Зигфриду III. Уже в 1243 году женская община смогла послать нескольких монахинь для учреждения нового монастыря Лихтенштерн близ Хайльбронна — из чего исследователи делали вывод, что монастырь в тот период процветал. Благодаря многочисленным пожертвованиям — включая дары лордов Бикенбаха, семьи фон Фехенбах, рода фон Ридерн и рода фон Шлюссельберг — аббатство после 1400 года имело владения и права на землю в более чем восьми десятках населенных пунктах региона.
Хотя монастырь формально никогда не был включен в цистерцианский орден, цистерцианские аббаты Эбраха и Броннбаха — а также и бенедиктинский аббат Зелигенштадта — часто посещали обитель Химмельталь. Так в 1406 году настоятель Эбраха совершил своё посещение, а в 1516 состоялся еще один визит настоятеля из Зелигенштадта. Реформация и последовавшие за неё религиозные войны завершили расцвет обители: в ходе военных событий 1525, 1552 и 1557 годов монастырь был разграблен, а некоторые его здания были разрушены.
К 1568 году монастырь вымер, но формально не был секуляризирован: в 1569 году Анна Гайпель фон Шёлкриппен из бенедиктинского монастыря Шмерленбах (община Хёсбах) начала проживать в аббатстве — она оставалась единственной жительницей Химмельталя до своей смерти в 1601 году (по другим данным — 25 мая 1600). В это время монахиня, формально являвшаяся настоятельницей, участвовала в целой серии споров с графами-протестантами в Эрбахе, которые считали себя законными преемниками вымершей обители. Поэтому ещё при жизни Гайпель, в 1595 году, майнцский архиепископ передал управление имуществом монастыря иезуитам из Ашаффенбурга: только в 1618 году графы Эрбаха признали данную передачу. В 1626 году монастырь окончательно стал иезуитским.
Барочная паломническая церковь посвященная святому Себастьяну была построена в 1753 году, на месте готической церкви-предшественницы. Оригинальный орган, созданный Иоганном Конрадом Вером из Марктайденфельда в 1757 году, сохранился до начала XXI века. После упразднения ордена иезуитов в 1773 году монастырское имущество отошла обратно к архиепископству Майнца — и было передано им как вклад в учебное заведение (школу) Ашаффенбурга. В 1814 году бывшие монастырские здания были окончательно включены в состав фонда средней школы Ашаффенбурга.
В 1973—1974 годах в помещениях был проведен капитальный ремонт и создан центр (школа-интернат) для профессиональной подготовки молодежи «Himmelthal GmbH». Каждый год 20 января и 14 сентября в бывшем монастыре проходят богослужения: хотя прежние массовые паломничества в обитель более не существуют. С 1984 года в монастырском храме проводятся «Летние концерты Химмельталя». Местная винодельческая компания «Weinbauverein Rück e.V.» каждое второе воскресенье предлагает посетителям продегустировать свои вина в монастырском зале.